# بيت شويع (همدان)

تعديل مصدري - تعديل

بيت شويع هي إحدى قرى عزلة ربع همدان بمديرية همدان التابعة لمحافظة صنعاء، يبلغ تعداد سكانها 233 نسمة حسب تعداد اليمن لعام 2004.